# شهرستان کاکانینو (آریزونا)
شهرستان کاکانینو یکی از شهرستان‌های بزرگ ایالت آریزونا است که در شمالی‌ترین نقطه این ایالت قرار دارد. با داشتن مساحتی حدود ۴۸٫۳۳۲٫۳ کیلومتر مربعی، تنها ۱۱۳٫۴ کیلومتر مربع آن پهنه‌های آبی و مابقی همگی زمین‌های خشک است.

جمعیت این شهرستان طبق آمار سال ۲۰۱۰ برابر با ۱۳۴٫۴۲۱ نفر بوده است.

## پیوند
- وب‌گاه رسمی